# 西尾チヅル
西尾 チヅル（にしお チヅル、1962年 - ）は、日本のマーケティング研究者。筑波大学副学長。日本学術会議会員。

## 人物・経歴
東京都生まれ。1985年学習院大学文学部心理学科卒業。1990年東海大学大学院工学研究科経営工学専攻博士課程修了、博士（工学） 。
1992年筑波大学社会工学系講師。1996年筑波大学社会工学系助教授。1999年カリフォルニア大学ロサンゼルス校アンダーソン経営大学院客員研究員。2005年筑波大学大学院ビジネス科学研究科教授、ペンシルベニア大学ウォートン・スクール客員研究員。2008年横浜市廃棄物減量化・資源化等推進審議会委員。
2009年内閣府総合科学技術会議専門委員。2011年日本学術会議連携会員。2014年筑波大学大学院ビジネス科学研究科長。2017年日本学術会議会員、経済産業省産業構造審議会臨時委員。2020年日本観光研究学会優秀論文賞受賞。2021年日本商業学会副会長。2023年筑波大学副学長（企画評価・広報担当）、筑波大学附属図書館長。

## 著作
- 『エコロジカル・マーケティングの構図 : 環境共生の戦略と実践』有斐閣 1999年

### 編著
- 『マーケティングの基礎と潮流』八千代出版 2007年
- 『マーケティング・経営戦略の数理』（桑嶋健一, 猿渡康文と共編著）朝倉書店 2009年